# 永井直国
永井 直国（ながい なおくに、享保8年（1723年）- 明和2年2月4日（1765年3月24日））は、大和新庄藩の第3代藩主。永井家宗家7代。
第2代藩主永井直亮の次男。正室は狭山藩主北条氏貞の娘。子は直孝（長男）、直温（次男）、直道（三男）、高井実輝（四男）、前田定賢（五男）、娘（堀田一暾正室）。官位は従五位下、信濃守。
長兄の金十郎は早世していたため、嫡子となる。元文2年（1737年）、父の死去により跡を継いだ。明和2年（1765年）2月4日、43歳で死去し、跡を次男の直温が継いだ。法号は顕功英岳岱雲院。墓所は東京都中野区上高田の功運寺。